# Koen Brouwer
Koen Brouwer (10 mei 1991) is een Nederlands singer-songwriter en programmamaker. Hij wordt landelijk bekend als helft van het muzikale duo Lieve Bertha, waarmee hij ook vlogt. Vervolgens gaat hij bij de EO aan de slag als programmamaker en presenteert hij verschillende televisieprogramma's.

## Biografie en carrière
Brouwer begint in 2011 samen met Rens Polman het muziekduo Lieve Bertha. Samen brengen ze in eigen beheer twee ep's uit: Moet Een Meisje Bij en Meisje In Het Gras. Ze doen in 2012 mee aan de Grote Prijs van Nederland en ze winnen daar de publieksprijs in de categorie Singer-Songwriter. Behalve muziek uploadt het duo ook vlogs op YouTube, die niet alleen op internet te zien zijn, maar ook door BNN 101tv op televisie worden uitgezonden.
Niet lang daarna gaat Brouwer aan de slag als programmamaker bij de EO. In 2014 presenteert hij op NPO 3 Lang Leve de Lente Zapp samen met Arjan Postma en Anne-Mar Zwart. Met laatstgenoemde presenteert hij nadien Retourtje Israël voor dezelfde omroep. Ook presenteert hij een aantal in een aantal internetfilmpjes voor het in 2014 met een Gouden Stuiver bekroonde Checkpoint.
In 2016 maakt Brouwer in het kader van 3Lab het programma Koen Aan De Kook.
Op 1 en 2 mei maken Rens en Koen een einde aan het duo Lieve Bertha met twee afscheidsconcerten.